# Chetogena nigrofasciata
Chetogena nigrofasciata là một loài ruồi trong họ Tachinidae.